# Pizzo Leone
Pizzo Leone är en bergstopp i Schweiz.   Den ligger i distriktet Locarno och kantonen Ticino, i den sydöstra delen av landet, 130 km sydost om huvudstaden Bern. Toppen på Pizzo Leone är 1 659 meter över havet, eller 97 meter över den omgivande terrängen. Bredden vid basen är 0,88 km.
Terrängen runt Pizzo Leone är huvudsakligen bergig, men österut är den kuperad. Närmaste större samhälle är Losone, 7,0 km öster om Pizzo Leone. 
Runt Pizzo Leone är det ganska tätbefolkat, med 80 invånare per kvadratkilometer.